# Villa Les Lotus
La villa Les Lotus est une propriété cannoise réputée pour son jardin japonais.

## Historique
La villa est construite par Albine Maria Napoléone « Eglé » Ney de La Moskowa, duchesse de Persigny (18 octobre 1832-29 mai 1890). La duchesse de Persigny la fait défricher et aménage en jardin d’agrément vers 1872 en même temps qu’elle fait construire la maison. Elle revient d’un voyage au Japon où elle a commencé ses collections de plantes et ramené les ouvriers qui devaient construire le pavillon de thé. Cette propriété n’existe plus de nos jours.